# Хедвига София фон Бранденбург
Хедвига София фон Бранденбург (на немски: Hedwig Sophie von Brandenburg, * 14 юли 1623 в Берлин, † 26 юни 1683 в Шмалкалден) от рода Хоенцолерн е бранденбургска принцеса, а по съпруг и ландграфиня на Хесен-Касел (1649–1677).
Тя е дъщеря на курфюрст Георг Вилхелм от Бранденбург и на Елизабет Шарлота от Пфалц (1597–1660). Сестра е на Фридрих Вилхелм (1620–1688), Великия курфюрст
На 19 юли 1649 г. в Берлин Хедвига София се омъжва за Вилхелм VI (1629–1663), ландграф на Хесен-Касел.
Вилхелм VI умира на 16 юли 1663 г. в Касел след раняване при лов. Хедвига София фон Бранденбург поема регентството на малолетния им син - ландграф Вилхелм VII (1651–1670), и след неговата смърт през 1670 г. на неговия по-малък брат Карл до 1677 г. Тя определя политиката на ландграфството. До 1673 г. тя успява да запази неутралността му. След 1673 г. тя сключва съюз с брат си, курфюрстФридрих Вилхелм от Бранденбург, и участва с контингент във войната срещу Франция. На 8 август 1677 г. предава управлението на син си.

## Деца
Хедвиг София и Вилхелм VI фон Хесен-Касел имат децата:
- Шарлота Амалия (* 27 април 1650, † 27 март 1714), 1667 г. омъжена за крал Кристиан V от Дания (1646-1699)
- Вилхелм VII (* 21 юни 1651, † 21 ноември 1670)
- Карл (* 3 август 1654, † 23 март 1730), ландграф на Хесен-Касел
- Филип (* 14 декември 1655, † 18 юни 1721), ландграф на Хесен-Филипстал
- Георг фон Хесен-Касел (* 1658, † 1675)
- Елизабет Хенриета (* 8 ноември 1661, † 27 юни 1683), 1679 г. омъжена за крал Фридрих I от Прусия (1657-1713).